# Roi casqué
La série « Roi casqué », est une série de timbres belges émise de 1919 au 1er mai 1931 représentant le roi Albert coiffé d'un casque.
Le timbre, réalisé d'après une photographie du roi Albert Ier prise en septembre 1917 par le photographe Richard N. Speaight, fut gravé par Henry Cheffer et la taille douce confiée aux ateliers Johan Enschedé & Zonen (Haarlem).

## Description

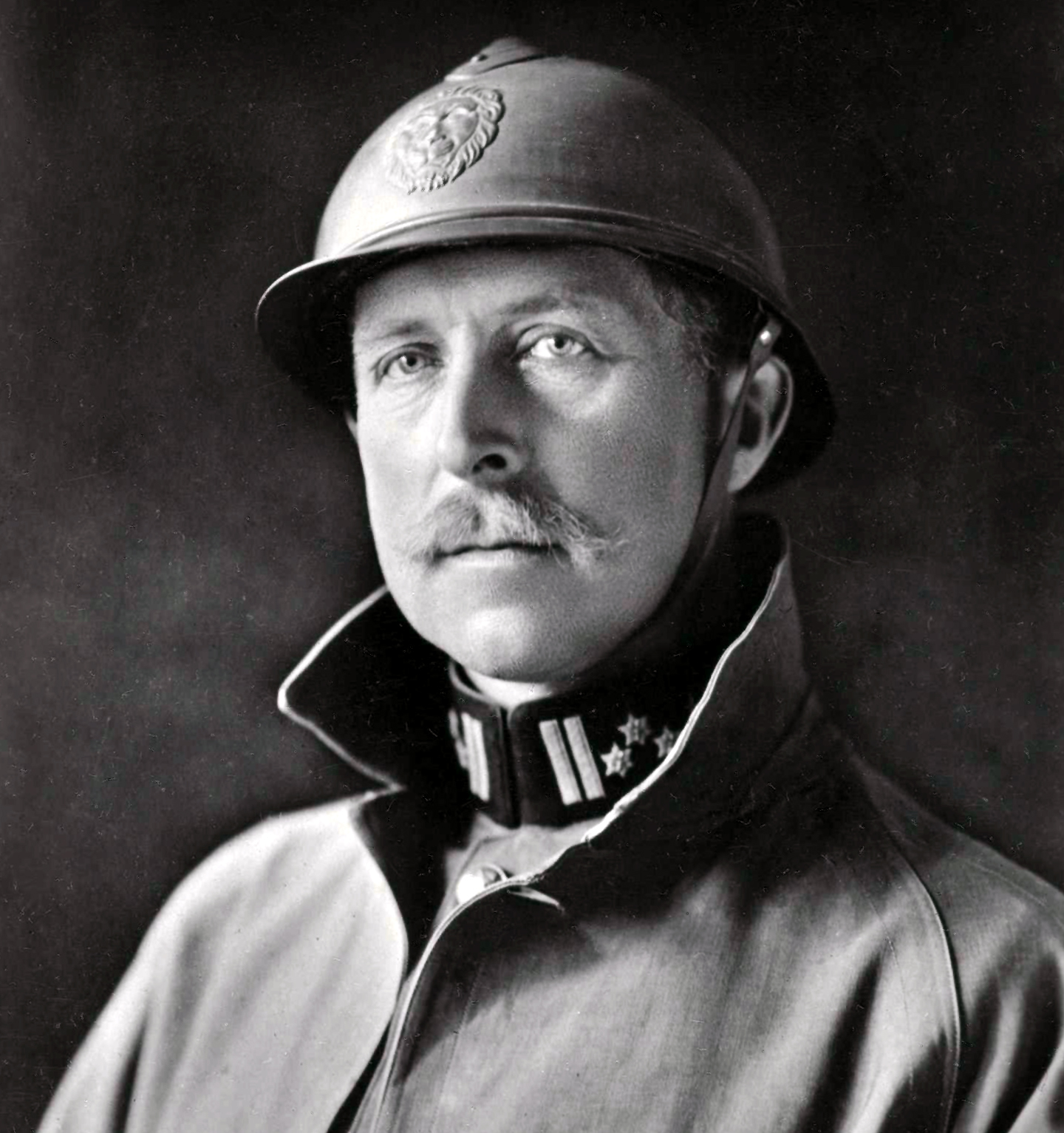
La photographie originale réalisée par Richard N. Speaight

Les timbres furent émis sur des planches de 15 x 10 timbres pour les timbres d'un centime, de 10 x 10 timbres pour les 2c., 5c., 20 à 50c.; les 10 et 15c. furent d'abord émis sur des planches de 5 x 5 timbres puis de 10 x 10 timbres. Les timbres de 1 à 10 fr., sur des planches de 5 x 5 timbres.
| N°  | Valeur | Couleur      | 1er tirage | 2e tirage   | Hors cours   | Tirage         |
| --- | ------ | ------------ | ---------- | ----------- | ------------ | -------------- |
| 165 | 1c     | brun-violet  | 22 1⁄2x 26 | 22 x 26 3⁄4 | 1er mai 1931 | 5 002 200 ex.  |
| 166 | 2c     | olive        | 22 1⁄2x 26 | 22 x 26 3⁄4 | 1er mai 1931 | 10 272 700 ex. |
| 167 | 5c     | vert         | 22 1⁄2x 26 | 22 x 26 3⁄4 | 1er mai 1931 | 5 003 200 ex.  |
| 168 | 10c    | rouge        | 22 1⁄2x 26 | 22 x 26 3⁄4 | 1er mai 1931 | 10 050 000 ex. |
| 169 | 15c    | violet pâle  | 22 1⁄2x 26 | 22 x 26 3⁄4 | 1er mai 1931 | 10 463 900 ex. |
| 170 | 20c    | brun-ardoise | 22 1⁄2x 26 | 22 x 26 3⁄4 | 1er mai 1931 | 1 065 000 ex.  |
| 171 | 25c    | bleu         | 22 1⁄2x 26 | 22 x 26 3⁄4 | 1er mai 1931 | 2 141 300 ex.  |
| 172 | 35c    | brun-pâle    | 22 1⁄2x 26 | 22 x 26 3⁄4 | 1er mai 1931 | 335 000 ex.    |
| 173 | 40c    | vermillon    | 22 1⁄2x 26 | 22 x 26 3⁄4 | 1er mai 1931 | 337 000 ex.    |
| 174 | 50c    | brun         | 22 1⁄2x 26 | 22 x 26 3⁄4 | 1er mai 1931 | 338 800 ex.    |
| 175 | 1 fr.  | orange       | 22 1⁄2x 26 | 22 x 26 3⁄4 | 1er mai 1931 | 330 000 ex.    |
| 176 | 2 fr.  | lilas        | 22 1⁄2x 26 | 22 x 26 3⁄4 | 1er mai 1931 | 109 000 ex.    |
| 177 | 5 fr.  | amarante     | 22 1⁄2x 26 | 22 x 26 3⁄4 | 1er mai 1931 | 32 500 ex.     |
| 178 | 10 fr. | lie de vin   | 22 1⁄2x 26 | 22 x 26 3⁄4 | 1er mai 1931 | 33 225 ex.     |

## Variantes
Plusieurs variantes de ces timbres existent dont la plus illustre est le 178-V, le 10 fr. cigarette à gauche.

## Cote
La série complète était cotée (mint condition) à 1 935 euros en 2009.